# Al-Masad
Al-Masad (arabisch المسد, DMG al-Masad ‚die Palmenfaser‘), deutsch Die Palmfaser oder Die Palmenfaser, ist die 111. Sure des Korans, sie enthält 5 Verse. Die Sure gehört zu den frühen Teilen des Korans, die in Mekka offenbart wurden. Ihr Titel bezieht sich auf das letzte Wort des 5. Verses.
Die Sure beginnt mit einer Verwünschung gegen Abu Lahab, einen Halbbruder von Mohammeds Vater und somit Mohammeds Onkel, und wird dementsprechend manchmal auch Abu Lahab (arabisch أبو لهب, DMG Abū Lahab) genannt. Die meisten muslimischen Überlieferungen stimmen darin überein, dass Mohammed nach langem Zögern sein Umfeld zusammenrief, um die Menschen zu Gott zu bekehren. Bei dieser Gelegenheit beschimpfte Abu Lahab seinen Neffen, worauf Mohammed seinerseits mit einer Verwünschung antwortete.
Die beiden letzten Verse richten sich gegen Abu Lahabs Frau, die als „Holzträgerin“ bezeichnet wird und um den Hals einen Strick aus Palmenfasern trägt. Dies kann laut Khoury als Herabsetzung der Frau verstanden werden, um ihre niedrige gesellschaftliche Stellung zu kennzeichnen, oder auch als Verwünschung: sie wird Holz in der Hölle tragen, und der Strick wird in der Hölle zu ihrer Qual dienen.